# Johannes Boesen
Johannes Boesen (født 5. august 1847 i København, død 14. september 1916 i Hellerup) var en dansk maler.
Boesen var elev af Emmerik Høegh-Guldberg;han blev optaget på Kunstakademiet i København oktober 1863; men forlod den april 1871; som elev af P.C. Skovgaard.
Johannes Boesen helligede sig landskabsmaleriet. Typisk danske landskaber fra frodige egne, ofte forårs- og sommerstemninger. Malerierne fortsætter traditionen fra Vilhelm Kyhn. Han blev anerkendt som kunstner og Dronning Alexandrine havde et maleri forstillende Sejs Hede. Han udstillede flere gange på Charlottenborg og på verdensudstillingen i Chicago i 1893.

## Hæder
- 1869: De Neuhausenske Præmier, (for Parti af Stadsgraven ved Nørreport)
- 1874: Den Sødringske Opmuntringspræmie (for Eftermiddag i juni)
- 1875: Neuhausens Præmie, (for Solopgang; Udsigt fra Himmelbjærget)
- 1886: Kultusministeriet
- 1894: Aarsmedalje 1
- 1916: Sødrings Legat for livstid fra